# 埃迪爾內猶太會堂
埃迪爾內猶太會堂，又稱埃迪爾內大猶太會堂 （土耳其語：Edirne Büyük Sinagogu），是土耳其埃迪爾內的一所塞法迪禮猶太會堂，位於馬里夫街。2015年完成翻新重開。

## 歷史
1903年的大火把埃迪爾內超過1,500間房屋燒燬，部份猶太會堂亦受波及。市內逾兩萬名猶太人急需祈禱之所。在鄂圖曼帝國政府批准，以及獲得阿卜杜勒-哈米德二世的詔書後，確定新會堂位於城塞區、被毀的兩所猶太會堂遺址之上。會堂由法國建築師弗朗瑟‧德普雷（France Depré）參考奧地利維也納利奧波德城會堂設計，1906年1月6日奠基，造價1,200枚金幣。根據紀念碑銘顯示，會堂在1909年4月11日、逾越節前夕啟用。會堂可容納900名男性、300名女性祈禱，是當時土耳其最大、歐洲第三大會堂。
1983年，由於猶太人離開，會堂丟空。1995年依法由土耳其政府屬下的基金會管理總局接管。

## 修復
總局耗資5,750,000土耳其里拉、花費五年時間，修復了受損的會堂以及其附屬建築物。2014年10月，以色列當局封鎖耶路撒冷的阿克薩清真寺，禁止伊斯蘭教徒入內，令埃迪爾內地區首長不滿，聲言要將猶太教堂改建成博物館作為報復，但他的言論遭到批評。
2015年3月26日，會堂在晨禱和儀式中重開。出席人士除了土耳其猶太人領袖 Ishak Ibrahimzadeh、土耳其大拉比Ishak Haleva的代表Naftali Haleva拉比、土耳其副總理比倫特‧阿林奇，以及其他土耳其高級官員。晨禱由四十六年前關閉會堂的拉比David Azuz帶領。市政府特別在會堂所在的街道上懸掛「歡迎回家，老鄰居」的橫額迎賓。

## 另見
- 土耳其猶太會堂列表

## 外部連結
- 猶太虛擬圖書館有關埃迪爾內猶太社群 （页面存档备份，存于）的介紹
- 土耳其大拉比
- 土耳其猶太人報章《和平》